# 程法攻略
《程法攻略》由塔纳通·宽卡尔、保卢昂·通普拉瑟特、查诺崇·布恩玛纳翁、王敏成等人主演，于2021年5月7日起在One 31播出的泰国同志爱情剧。

## 演员阵容

### 主要演员
- 塔纳通·宽卡尔 饰 阿金（Jinake Saman / Jin）
- 保卢昂·通普拉瑟特 饰 Be Bomb（Bom）
- 查诺崇·布恩玛纳翁 饰 Jay
- 王敏成 饰 Song

### 其他演员
- 萨兰·布恩蒙克 饰 Keam
- 查亚侬·布恩玛纳翁 饰 Ball
- 廷纳功·普瓦萨迪翁（Tontae） 饰 Singh
- 布迪斯·维塞斯基 饰 Jack
- 坦雅楠·芘帕彩斯莉 饰 Aim
- 塔纳巴·恩甘卡莫柴 饰 Mark（客串）